# Impression 3D dans la construction

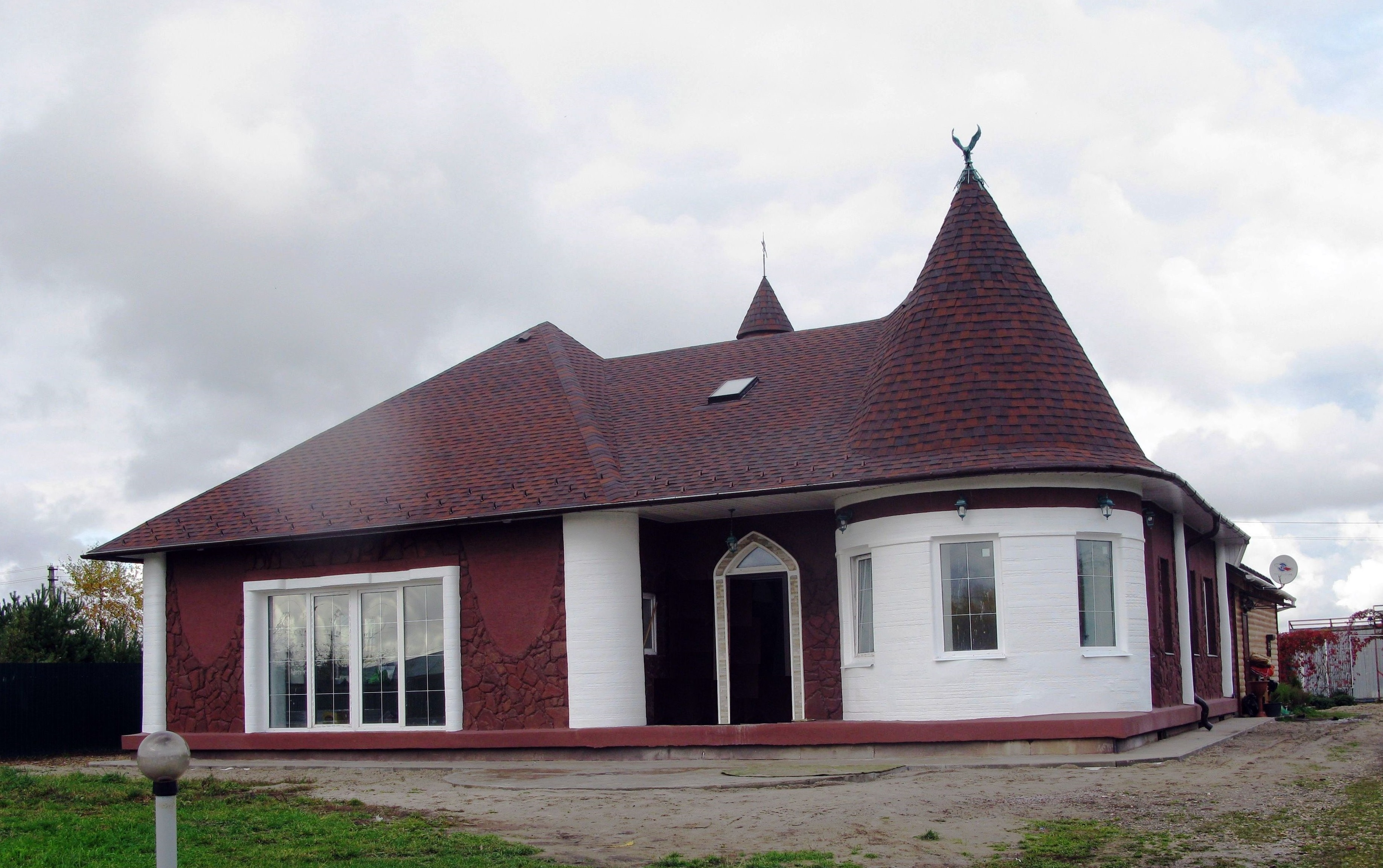
Première maison d'Europe imprimée par construction additive, à Yaroslavl en Russie.

L'impression 3D dans la construction (3D construction Printing, en anglais) fait référence à plusieurs technologies qui utilisent l'impression 3D comme méthode principale pour la construction de bâtiments ou de parties de bâtiments. Les avantages potentiels sont une construction plus rapide, des coûts de main-d'œuvre réduits, une complexité et une précision accrues et moins de déchets produits.

## Procédés
Il existe 3 techniques de construction 3D différentes :
- le Contour crafting qui utilise le procédé Material Extrusion[2],[3] ;
- le Sand 3D printing qui utilise le Binder Jetting[4],[5] ;
- Le procédé Wire Arc Additive Manufacturing (WAAM)

## Réalisations

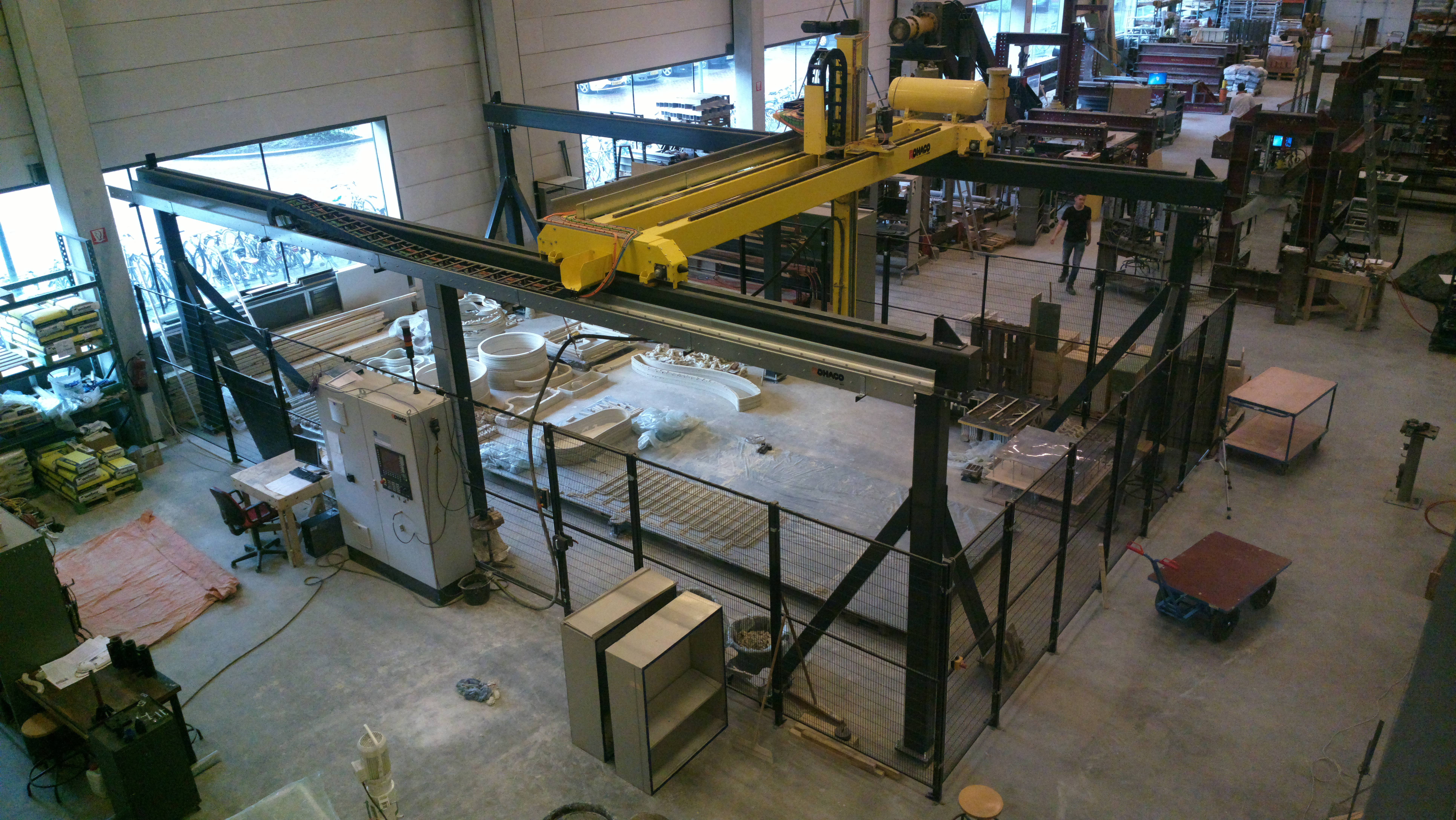
Imprimante 3D béton

- L'entreprise S-Squared à New-york a developé une imprimante 3D XXL pour la construction, nommée Autonomous Robotic Construction System (ARCS)[6],[7],[8], et a mis en vente une maison construite avec cette technologie[9]
- L'entreprise Thermwood aux états-Unis a développé une machine nommée Large scale additive manufacturing (LSAM), utilisant le procédé Vertical Layer Print (VLP)[10],[11]
- L'entreprise francaise XTreeE[12] a construit des récifs artificiels en béton au large du Cap d'Agde[13].
- Monolite UK est une entreprise anglaise qui a créé une imprimante 3D appelée D-Shape pour construire des bâtiments en pierre à partir de sable, grâce à la technique du Binder Jetting[14],[15]
- En mars 2014, la société chinoise Winsun a construit 10 maisons en 24 h[16].
- En 2017, la société danoise 3D Printhuset a construit le premier bâtiment d’Europe imprimé en 3D à Copenhague au Danemark[17].
- La société FreeFab a développé une imprimante 3D robotisée géante notamment utilisée pour le projet Crossrail à londres[18],[19].
- En 2017, la start-up russe Apis Cor a construit une maison imprimée en 3D en moins de 24 h près de Moscou[20].
- 3D Print Canal House est un projet de construction en 3D à Amsterdam[21],[22].
- En 2021, une ferme a été imprimée en 3D en Floride par l'entreprise américaine Printed Farms en utilisant l'imprimante de l'entreprise danoise Cobod[23],[24].